# Wereldkampioenschap rally in 1999
Het wereldkampioenschap rally in 1999 was de zevenentwintigste jaargang van het wereldkampioenschap rally (officieel het FIA World Rally Championship), een kampioenschap in de autosport dat door de Fédération Internationale de l'Automobile (FIA) wordt erkend als de hoogste klasse binnen de internationale rallysport. Teams en rijders namen deel aan veertien rondes — te beginnen in Monte Carlo op 17 januari en eindigend in Groot-Brittannië op 23 november — van het wereldkampioenschap rally voor rijders en constructeurs. 

## Kalender
| Ronde | Datum        | Datum        | Rally naam                             | Rally hoofdkwartier            | Rally details | Rally details | Rally details |
| Ronde | Start        | Finish       | Rally naam                             | Rally hoofdkwartier            | Ondergrond    | KP's          | Afstand       |
| ----- | ------------ | ------------ | -------------------------------------- | ------------------------------ | ------------- | ------------- | ------------- |
| 1     | 17 januari   | 20 januari   | 67ème Rallye Automobile de Monte-Carlo | Monte Carlo, Monaco            | Mix           | 14            | 424,69 km     |
| 2     | 12 februari  | 14 februari  | 48th International Swedish Rally       | Torsby, Värmlands län          | Sneeuw en ijs | 19            | 384,30 km     |
| 3     | 25 februari  | 28 februari  | 47th 555 Safari Rally Kenya            | Nairobi, Nairobi County        | Onverhard     | 13            | 1009,91 km    |
| 4     | 21 maart     | 24 maart     | 33º TAP Rallye de Portugal             | Matosinhos, Porto              | Onverhard     | 23            | 399,51 km     |
| 5     | 19 april     | 21 april     | 35º Rallye Catalunya - Costa Brava     | Lloret de Mar, Girona          | Asfalt        | 19            | 396,01 km     |
| 6     | 7 mei        | 9 mei        | 43ème Tour de Corse - Rallye de France | Ajaccio, Corse-du-Sud          | Asfalt        | 17            | 373,99 km     |
| 7     | 22 mei       | 25 mei       | 19º Rally Argentina                    | Villa Carlos Paz, Córdoba      | Onverhard     | 22            | 396,63 km     |
| 8     | 7 juni       | 10 juni      | 46th Acropolis Rally                   | Athene, Attica                 | Onverhard     | 21            | 376,06 km     |
| 9     | 15 juli      | 18 juli      | 29th Rally New Zealand                 | Auckland, Auckland             | Onverhard     | 27            | 399,84 km     |
| 10    | 20 augustus  | 22 augustus  | 49th Neste Rally Finland               | Jyväskylä, Keski-Suomi         | Onverhard     | 23            | 377,26 km     |
| 11    | 13 september | 16 september | 3rd 555 China Rally                    | Huairou, Huairou               | Onverhard     | 22            | 385,72 km     |
| 12    | 11 oktober   | 13 oktober   | 41º Rallye Sanremo - Rallye d'Italia   | San Remo, Imperia              | Asfalt        | 18            | 384,88 km     |
| 13    | 4 november   | 7 november   | 12th Telstra Rally Australia           | Perth, West-Australië          | Onverhard     | 23            | 395,88 km     |
| 14    | 21 november  | 23 november  | 55th Network Q Rally of Great Britain  | Cheltenham, South West England | Onverhard     | 22            | 389,39 km     |

## Teams en rijders
| Inschrijvingen die in aanmerking komen om punten te scoren voor de constructeur | Inschrijvingen die in aanmerking komen om punten te scoren voor de constructeur | Inschrijvingen die in aanmerking komen om punten te scoren voor de constructeur | Inschrijvingen die in aanmerking komen om punten te scoren voor de constructeur | Inschrijvingen die in aanmerking komen om punten te scoren voor de constructeur | Inschrijvingen die in aanmerking komen om punten te scoren voor de constructeur | Inschrijvingen die in aanmerking komen om punten te scoren voor de constructeur | Inschrijvingen die in aanmerking komen om punten te scoren voor de constructeur |
| Constructeur                                                                    | Inschrijving                                                                    | Auto                                                                            | Band                                                                            | #                                                                               | Rijder                                                                          | Navigator                                                                       | Rondes                                                                          |
| ------------------------------------------------------------------------------- | ------------------------------------------------------------------------------- | ------------------------------------------------------------------------------- | ------------------------------------------------------------------------------- | ------------------------------------------------------------------------------- | ------------------------------------------------------------------------------- | ------------------------------------------------------------------------------- | ------------------------------------------------------------------------------- |
| Mitsubishi                                                                      | Marlboro Mitsubishi Ralliart                                                    | Mitsubishi Lancer Evo VI                                                        | M                                                                               | 1                                                                               | Tommi Mäkinen                                                                   | Risto Mannisenmäki                                                              | 1-14                                                                            |
| Mitsubishi                                                                      | Marlboro Mitsubishi Ralliart                                                    | Mitsubishi Carisma GT Evo VI                                                    | M                                                                               | 2                                                                               | Freddy Loix                                                                     | Sven Smeets                                                                     | 1-3, 5-14                                                                       |
| Mitsubishi                                                                      | Marlboro Mitsubishi Ralliart                                                    | Mitsubishi Carisma GT Evo VI                                                    | M                                                                               | 2                                                                               | Marcus Grönholm                                                                 | Timo Rautiainen                                                                 | 4                                                                               |
| Toyota                                                                          | Toyota Castrol Team                                                             | Toyota Corolla WRC                                                              | M                                                                               | 3                                                                               | Carlos Sainz                                                                    | Luís Moya                                                                       | 1-14                                                                            |
| Toyota                                                                          | Toyota Castrol Team                                                             | Toyota Corolla WRC                                                              | M                                                                               | 4                                                                               | Didier Auriol                                                                   | Denis Giraudet                                                                  | 1-14                                                                            |
| Subaru                                                                          | Subaru World Rally Team                                                         | Subaru Impreza S5 WRC 99                                                        | P                                                                               | 5                                                                               | Richard Burns                                                                   | Robert Reid                                                                     | 1-14                                                                            |
| Subaru                                                                          | Subaru World Rally Team                                                         | Subaru Impreza S5 WRC 99                                                        | P                                                                               | 6                                                                               | Juha Kankkunen                                                                  | Juha Repo                                                                       | 1-4, 7-14                                                                       |
| Subaru                                                                          | Subaru World Rally Team                                                         | Subaru Impreza S5 WRC 99                                                        | P                                                                               | 6                                                                               | Bruno Thiry                                                                     | Stéphane Prévot                                                                 | 5-6                                                                             |
| Ford                                                                            | Ford Motor Co Ltd.                                                              | Ford Focus WRC                                                                  | M                                                                               | 7                                                                               | Colin McRae                                                                     | Nicky Grist                                                                     | 1-14                                                                            |
| Ford                                                                            | Ford Motor Co Ltd.                                                              | Ford Focus WRC                                                                  | M                                                                               | 8                                                                               | Simon Jean-Joseph                                                               | Fred Gallagher                                                                  | 1, 5-6, 12                                                                      |
| Ford                                                                            | Ford Motor Co Ltd.                                                              | Ford Focus WRC                                                                  | M                                                                               | 8                                                                               | Thomas Rådström                                                                 | Fred Gallagher                                                                  | 2, 7-11, 13                                                                     |
| Ford                                                                            | Ford Motor Co Ltd.                                                              | Ford Focus WRC                                                                  | M                                                                               | 8                                                                               | Thomas Rådström                                                                 | Gunnar Barth                                                                    | 14                                                                              |
| Ford                                                                            | Ford Motor Co Ltd.                                                              | Ford Focus WRC                                                                  | M                                                                               | 8                                                                               | Petter Solberg                                                                  | Fred Gallagher                                                                  | 3                                                                               |
| Ford                                                                            | Ford Motor Co Ltd.                                                              | Ford Focus WRC                                                                  | M                                                                               | 8                                                                               | Petter Solberg                                                                  | Phil Mills                                                                      | 4                                                                               |
| Seat                                                                            | Seat Sport                                                                      | Seat Córdoba WRC                                                                | P                                                                               | 9                                                                               | Harri Rovanperä                                                                 | Risto Pietiläinen                                                               | 1-9                                                                             |
| Seat                                                                            | Seat Sport                                                                      | Seat Córdoba WRC E2                                                             | P                                                                               | 9                                                                               | Harri Rovanperä                                                                 | Risto Pietiläinen                                                               | 10-14                                                                           |
| Seat                                                                            | Seat Sport                                                                      | Seat Córdoba WRC                                                                | P                                                                               | 10                                                                              | Piero Liatti                                                                    | Carlo Cassina                                                                   | 1, 3-8                                                                          |
| Seat                                                                            | Seat Sport                                                                      | Seat Córdoba WRC E2                                                             | P                                                                               | 10                                                                              | Piero Liatti                                                                    | Carlo Cassina                                                                   | 11-12                                                                           |
| Seat                                                                            | Seat Sport                                                                      | Seat Córdoba WRC                                                                | P                                                                               | 10                                                                              | Marcus Grönholm                                                                 | Timo Rautiainen                                                                 | 2                                                                               |
| Seat                                                                            | Seat Sport                                                                      | Seat Córdoba WRC                                                                | P                                                                               | 10                                                                              | Toni Gardemeister                                                               | Paavo Lukander                                                                  | 9-10                                                                            |
| Seat                                                                            | Seat Sport                                                                      | Seat Córdoba WRC E2                                                             | P                                                                               | 10                                                                              | Toni Gardemeister                                                               | Paavo Lukander                                                                  | 13-14                                                                           |
| Škoda                                                                           | Škoda Motorsport                                                                | Škoda Octavia WRC                                                               | M                                                                               | 11                                                                              | Armin Schwarz                                                                   | Manfred Hiemer                                                                  | 1, 4-5, 8, 10, 12, 14                                                           |
| Škoda                                                                           | Škoda Motorsport                                                                | Škoda Octavia WRC                                                               | M                                                                               | 12                                                                              | Pavel Sibera                                                                    | Petr Gross                                                                      | 1, 5                                                                            |
| Škoda                                                                           | Škoda Motorsport                                                                | Škoda Octavia WRC                                                               | M                                                                               | 12                                                                              | Emil Triner                                                                     | Miloš Hůlka                                                                     | 4, 8, 10, 12                                                                    |
| Škoda                                                                           | Škoda Motorsport                                                                | Škoda Octavia WRC                                                               | M                                                                               | 12                                                                              | Bruno Thiry                                                                     | Stéphane Prévot                                                                 | 14                                                                              |
| Peugeot                                                                         | Peugeot Esso                                                                    | Peugeot 206 WRC                                                                 | M                                                                               | 14                                                                              | François Delecour                                                               | Daniel Grataloup                                                                | 6, 8, 10, 12-14                                                                 |
| Peugeot                                                                         | Peugeot Esso                                                                    | Peugeot 206 WRC                                                                 | M                                                                               | 15                                                                              | Gilles Panizzi                                                                  | Hervé Panizzi                                                                   | 6, 12                                                                           |
| Peugeot                                                                         | Peugeot Esso                                                                    | Peugeot 206 WRC                                                                 | M                                                                               | 15                                                                              | Marcus Grönholm                                                                 | Timo Rautiainen                                                                 | 8, 10, 13-14                                                                    |

| Grote inschrijvingen die niet in aanmerking komen om punten te scoren voor de constructeur | Grote inschrijvingen die niet in aanmerking komen om punten te scoren voor de constructeur | Grote inschrijvingen die niet in aanmerking komen om punten te scoren voor de constructeur | Grote inschrijvingen die niet in aanmerking komen om punten te scoren voor de constructeur | Grote inschrijvingen die niet in aanmerking komen om punten te scoren voor de constructeur | Grote inschrijvingen die niet in aanmerking komen om punten te scoren voor de constructeur | Grote inschrijvingen die niet in aanmerking komen om punten te scoren voor de constructeur | Grote inschrijvingen die niet in aanmerking komen om punten te scoren voor de constructeur |
| Constructeur                                                                               | Inschrijving                                                                               | Auto                                                                                       | Band                                                                                       | #                                                                                          | Rijder                                                                                     | Navigator                                                                                  | Rondes                                                                                     |
| ------------------------------------------------------------------------------------------ | ------------------------------------------------------------------------------------------ | ------------------------------------------------------------------------------------------ | ------------------------------------------------------------------------------------------ | ------------------------------------------------------------------------------------------ | ------------------------------------------------------------------------------------------ | ------------------------------------------------------------------------------------------ | ------------------------------------------------------------------------------------------ |
| Toyota                                                                                     | Toyota Castrol Team                                                                        | Toyota Corolla WRC                                                                         | M                                                                                          | 45                                                                                         | Martin Brundle                                                                             | Arne Hertz                                                                                 | 14                                                                                         |
| Subaru                                                                                     | Subaru World Rally Team                                                                    | Subaru Impreza S5 WRC 99                                                                   | P                                                                                          | 11                                                                                         | Bruno Thiry                                                                                | Stéphane Prévot                                                                            | 2-3                                                                                        |
| Subaru                                                                                     | Subaru World Rally Team                                                                    | Subaru Impreza S5 WRC 99                                                                   | P                                                                                          | 14                                                                                         | Bruno Thiry                                                                                | Stéphane Prévot                                                                            | 4                                                                                          |
| Subaru                                                                                     | Subaru World Rally Team                                                                    | Subaru Impreza S5 WRC 99                                                                   | P                                                                                          | 14                                                                                         | Juha Kankkunen                                                                             | Juha Repo                                                                                  | 5                                                                                          |
| Subaru                                                                                     | Subaru World Rally Team                                                                    | Subaru Impreza S5 WRC 99                                                                   | P                                                                                          | 16                                                                                         | Bruno Thiry                                                                                | Stéphane Prévot                                                                            | 1                                                                                          |
| Ford                                                                                       | Ford Motor Co Ltd.                                                                         | Ford Escort WRC                                                                            | M                                                                                          | 14                                                                                         | Petter Solberg                                                                             | Phil Mills                                                                                 | 2                                                                                          |
| Ford                                                                                       | Ford Motor Co Ltd.                                                                         | Ford Focus WRC                                                                             | M                                                                                          | 17                                                                                         | Petter Solberg                                                                             | Phil Mills                                                                                 | 10                                                                                         |
| Ford                                                                                       | Ford Motor Co Ltd.                                                                         | Ford Focus WRC                                                                             | M                                                                                          | 20                                                                                         | Petter Solberg                                                                             | Phil Mills                                                                                 | 14                                                                                         |
| Ford                                                                                       | Ford Motor Co Ltd.                                                                         | Ford Focus WRC                                                                             | M                                                                                          | 25                                                                                         | Petter Solberg                                                                             | Phil Mills                                                                                 | 12                                                                                         |
| Peugeot                                                                                    | Peugeot Esso                                                                               | Peugeot 206 WRC                                                                            | M                                                                                          | 16                                                                                         | Gilles Panizzi                                                                             | Hervé Panizzi                                                                              | 10                                                                                         |
| Peugeot                                                                                    | Peugeot Esso                                                                               | Peugeot 206 WRC                                                                            | M                                                                                          | 21                                                                                         | Marcus Grönholm                                                                            | Timo Rautiainen                                                                            | 12                                                                                         |
| Peugeot                                                                                    | Peugeot Esso                                                                               | Peugeot 206 WRC                                                                            | M                                                                                          | 22                                                                                         | Gilles Panizzi                                                                             | Hervé Panizzi                                                                              | 14                                                                                         |
| Citroën                                                                                    | Automobiles Citroën                                                                        | Citroën Xsara Kit Car                                                                      | M                                                                                          | 16                                                                                         | Philippe Bugalski                                                                          | Jean-Paul Chiaroni                                                                         | 5-6                                                                                        |
| Citroën                                                                                    | Automobiles Citroën                                                                        | Citroën Xsara Kit Car                                                                      | M                                                                                          | 17                                                                                         | Jesús Puras                                                                                | Marc Martí                                                                                 | 5-6                                                                                        |
| Citroën                                                                                    | Automobiles Citroën                                                                        | Citroën Xsara Kit Car                                                                      | M                                                                                          | 18                                                                                         | Philippe Bugalski                                                                          | Jean-Paul Chiaroni                                                                         | 12                                                                                         |
| Citroën                                                                                    | Automobiles Citroën                                                                        | Citroën Xsara Kit Car                                                                      | M                                                                                          | 19                                                                                         | Jesús Puras                                                                                | Marc Martí                                                                                 | 12                                                                                         |

## Resultaten en kampioenschap standen

### Seizoensverloop
| Ronde | Evenement                              | Winnende rijder   | Winnende navigator | Winnende constructeur        | Winnende tijd | WK-leider na rally | Verslag |
| ----- | -------------------------------------- | ----------------- | ------------------ | ---------------------------- | ------------- | ------------------ | ------- |
| 1     | 67ème Rallye Automobile de Monte-Carlo | Tommi Mäkinen     | Risto Mannisenmäki | Marlboro Mitsubishi Ralliart | 5:15:50,6     | Tommi Mäkinen      | Verslag |
| 2     | 48th International Swedish Rally       | Tommi Mäkinen     | Risto Mannisenmäki | Marlboro Mitsubishi Ralliart | 3:29:15,6     | Tommi Mäkinen      | Verslag |
| 3     | 47th 555 Safari Rally Kenya            | Colin McRae       | Nicky Grist        | Ford Motor Co Ltd.           | 8:41:39,0     | Tommi Mäkinen      | Verslag |
| 4     | 33º TAP Rallye de Portugal             | Colin McRae       | Nicky Grist        | Ford Motor Co Ltd.           | 4:05:41,7     | Tommi Mäkinen      | Verslag |
| 5     | 35º Rallye Catalunya - Costa Daurada   | Philippe Bugalski | Jean-Paul Chiaroni | Automobiles Citroën          | 4:13:45,6     | Tommi Mäkinen      | Verslag |
| 6     | 43ème Tour de Corse - Rallye de France | Philippe Bugalski | Jean-Paul Chiaroni | Automobiles Citroën          | 3:44:35,7     | Tommi Mäkinen      | Verslag |
| 7     | 19º Rally Argentina                    | Juha Kankkunen    | Juha Repo          | Subaru World Rally Team      | 4:17:15,4     | Tommi Mäkinen      | Verslag |
| 8     | 46th Acropolis Rally                   | Richard Burns     | Robert Reid        | Subaru World Rally Team      | 4:21:21,2     | Tommi Mäkinen      | Verslag |
| 9     | 29th Rally New Zealand                 | Tommi Mäkinen     | Risto Mannisenmäki | Marlboro Mitsubishi Ralliart | 4:11:07,1     | Tommi Mäkinen      | Verslag |
| 10    | 49th Neste Rally Finland               | Juha Kankkunen    | Juha Repo          | Subaru World Rally Team      | 3:08:54,5     | Tommi Mäkinen      | Verslag |
| 11    | 3rd 555 China Rally                    | Didier Auriol     | Denis Giraudet     | Toyota Castrol Team          | 3:38:36,6     | Tommi Mäkinen      | Verslag |
| 12    | 41º Rallye Sanremo - Rallye d'Italia   | Tommi Mäkinen     | Risto Mannisenmäki | Marlboro Mitsubishi Ralliart | 4:26:25,0     | Tommi Mäkinen      | Verslag |
| 13    | 12th Telstra Rally Australia           | Richard Burns     | Robert Reid        | Subaru World Rally Team      | 3:44:31,5     | Tommi Mäkinen      | Verslag |
| 14    | 55th Network Q Rally of Great Britain  | Richard Burns     | Robert Reid        | Subaru World Rally Team      | 3:53:44,2     | Tommi Mäkinen      | Verslag |

### Puntensysteem
- Punten worden uitgereikt aan de top zes geklasseerden.

| Positie | 1. | 2. | 3. | 4. | 5. | 6. |
| Punten  | 10 | 6  | 4  | 3  | 2  | 1  |

### Rijders
| Pos. | Rijder            | MON | ZWE | KEN | POR | SPA | FRA | ARG | GRI | NZL | FIN  | CHN | ITA | AUS | GBR | Pnt. |
| ---- | ----------------- | --- | --- | --- | --- | --- | --- | --- | --- | --- | ---- | --- | --- | --- | --- | ---- |
| 1    | Tommi Mäkinen     | 1   | 1   | EX  | 5   | 3   | 6   | 4   | 3   | 1   | DNF2 | DNF | 1   | 3   | DNF | 62   |
| 2    | Richard Burns     | 8   | 5   | DNF | 4   | 5   | 7   | 2   | 1   | DNF | 2    | 2   | DNF | 1   | 1   | 55   |
| 3    | Didier Auriol     | 3   | 4   | 2   | 3   | 2   | 5   | 3   | DNF | 4   | DNF1 | 1   | 3   | DNF | DNF | 52   |
| 4    | Juha Kankkunen    | 2   | 6   | DNF | DNF | 6   |     | 1   | DNF | 2   | 1    | 4   | 6   | DNF | 2   | 44   |
| 5    | Carlos Sainz      | DNF | 2   | 3   | 2   | DNF | 3   | 5   | 2   | 6   | 3    | 3   | DNF | 2   | DNF | 44   |
| 6    | Colin McRae       | EX  | DNF | 1   | 1   | DNF | 4   | DNF | DNF | DNF | DNF  | DNF | DNF | DNF | DNF | 23   |
| 7    | Philippe Bugalski | DNF |     |     |     | 1   | 1   |     |     |     |      |     | DNF |     |     | 20   |
| 8    | Freddy Loix       | DNF | 9   | DNF |     | 4   | 8   | DNF | 4   | 8   | 10   | DNF | 4   | 4   | 5   | 14   |
| 9    | Harri Rovanperä   | 7   | 16  | 6   | DNF | 14  | 13  | DNF | DNF | DNF | 5    | 5   | 16  | 6   | 3   | 10   |
| 10   | Gilles Panizzi    | DNF |     |     |     |     | DNF |     |     |     | 33   |     | 2   |     | 7   | 6    |
| 11   | Jesús Puras       | DNF |     |     |     | DNF | 2   |     |     |     | DNF  | DNF | DNF |     | 16  | 6    |
| 12   | Thomas Rådström   |     | 3   |     |     |     |     | 6   | DNF | DNF | DNF  | DNF |     | 7   | 6   | 6    |
| 13   | Toni Gardemeister | 14  | 33  |     | DNF |     |     |     |     | 3   | 63   |     | DNF | 16  | DNF | 6    |
| 14   | Bruno Thiry       | 5   | 10  | DNF | 6   | 7   | DNF |     |     |     |      |     |     |     | 4   | 6    |
| 15   | Marcus Grönholm   |     | DNF |     | DNF |     |     |     | DNF |     | 4    |     | 8   | 5   | DNF | 5    |
| 16   | François Delecour | 4   |     |     |     |     | DNF |     | DNF |     | 9    |     | DNF | DNF | DNF | 3    |
| 17   | Ian Duncan        |     |     | 4   |     |     |     |     |     |     |      |     |     |     |     | 3    |
| 18   | Markko Märtin     |     | 8   |     | DNF |     |     |     | 5   |     | DNF  |     | DNF |     | 8   | 2    |
| 19   | Petter Solberg    |     | 11  | 5   | 11  |     |     |     |     |     | 12   |     | 27  |     | 9   | 2    |
| 20   | Possum Bourne     |     |     |     |     |     |     |     |     | 5   |      |     |     | DNF |     | 2    |
| 21   | Andrea Aghini     |     |     |     |     |     |     |     |     |     |      |     | 5   |     |     | 2    |
| 22   | Volkan Işık       |     |     |     | 7   | 11  |     | DNF | DNF |     | 15   | 6   | 15  |     |     | 1    |
| 23   | Piero Liatti      | 6   |     | DNF | DNF | 10  | 9   | DNF | DNF |     |      | DNF | DNF |     |     | 1    |
| 24   | Kirkos Leonídas   |     |     |     |     |     |     |     | 6   |     |      |     |     |     |     | 1    |

| Kleur  | Resultaat                             |
| ------ | ------------------------------------- |
| Goud   | Winnaar                               |
| Zilver | 2e plaats                             |
| Brons  | 3e plaats                             |
| Groen  | Gefinisht, in punten                  |
| Blauw  | Gefinisht, geen punten                |
| Blauw  | Niet geklasseerd (NC: Not classified) |
| Paars  | Niet gefinisht (DNF: Did not finish)  |
| Zwart  | Gediskwalificeerd (DSQ: Disqualified) |
| Wit    | Uitgesloten (EX: Excluded)            |
| Wit    | Trok zich terug (WD: Withdrew)        |
| Wit    | Niet gestart (DNS: Did not start)     |
| Blank  | Geannuleerd (C: Cancelled)            |
| Blank  | Uitgesteld (PP: Postponed)            |

### Constructeurs
| Pos. | Constructeur                 | #  | MON | ZWE | KEN | POR | SPA | FRA | ARG | GRI | NZL | FIN | CHN | ITA | AUS | GBR | Pnt. |
| ---- | ---------------------------- | -- | --- | --- | --- | --- | --- | --- | --- | --- | --- | --- | --- | --- | --- | --- | ---- |
| 1    | Toyota Castrol Team          | 3  | DNF | 2   | 3   | 2   | DNF | 1   | 5   | 2   | 5   | 3   | 3   | DNF | 2   | DNF | 109  |
| 1    | Toyota Castrol Team          | 4  | 3   | 4   | 2   | 3   | 1   | 3   | 3   | DNF | 4   | DNF | 1   | 3   | DNF | DNF | 109  |
| 2    | Subaru World Rally Team      | 5  | 6   | 5   | DNF | 4   | 4   | 5   | 2   | 1   | DNF | 2   | 2   | DNF | 1   | 1   | 105  |
| 2    | Subaru World Rally Team      | 6  | 2   | 6   | DNF | DNF | 5   | DNF | 1   | DNF | 2   | 1   | 4   | 5   | DNF | 2   | 105  |
| 3    | Marlboro Mitsubishi Ralliart | 1  | 1   | 1   | EX  | 5   | 2   | 4   | 4   | 3   | 1   | DNF | DNF | 1   | 3   | DNF | 83   |
| 3    | Marlboro Mitsubishi Ralliart | 2  | DNF | 7   | DNF | DNF | 3   | 6   | DNF | 4   | 6   | 8   | DNF | 4   | 4   | 5   | 83   |
| 4    | Ford Motor Co Ltd.           | 7  | EX  | DNF | 1   | 1   | DNF | 2   | DNF | DNF | DNF | DNF | DNF | DNF | DNF | DNF | 37   |
| 4    | Ford Motor Co Ltd.           | 8  | EX  | 3   | 4   | 6   | DNF | DNF | 6   | DNF | DNF | DNF | DNF | 6   | 7   | 6   | 37   |
| 5    | Seat Sport                   | 9  | 6   | 8   | 5   | DNF | 7   | 8   | DNF | DNF | DNF | 5   | 5   | 7   | 6   | 3   | 23   |
| 5    | Seat Sport                   | 10 | 5   | DNF | DNF | DNF | 6   | 7   | DNF | DNF | 3   | 6   | DNF | DNF | 8   | DNF | 23   |
| 6    | Peugeot Esso                 | 14 |     |     |     |     |     | DNF |     | DNF |     | 7   |     | DNF | DNF | DNF | 11   |
| 6    | Peugeot Esso                 | 15 |     |     |     |     |     | DNF |     | DNF |     | 4   |     | 2   | 5   | DNF | 11   |
| 7    | Škoda Motorsport             | 11 | DNF |     |     | DNF | DNF |     |     | 5   |     | DNF |     | DNF |     | DNF | 6    |
| 7    | Škoda Motorsport             | 12 | DNF |     |     | DNF | DNF |     |     | 6   |     | 9   |     | 8   |     | 4   | 6    |

| Kleur  | Resultaat                             |
| ------ | ------------------------------------- |
| Goud   | Winnaar                               |
| Zilver | 2e plaats                             |
| Brons  | 3e plaats                             |
| Groen  | Gefinisht, in punten                  |
| Blauw  | Gefinisht, geen punten                |
| Blauw  | Niet geklasseerd (NC: Not classified) |
| Paars  | Niet gefinisht (DNF: Did not finish)  |
| Zwart  | Gediskwalificeerd (DSQ: Disqualified) |
| Wit    | Uitgesloten (EX: Excluded)            |
| Wit    | Trok zich terug (WD: Withdrew)        |
| Wit    | Niet gestart (DNS: Did not start)     |
| Blank  | Geannuleerd (C: Cancelled)            |
| Blank  | Uitgesteld (PP: Postponed)            |